# برد میسکا
برد میسکا (انگلیسی: Brad Miska) تهیه‌کننده فیلم و بنیانگذار وبگاه بلادی دیسگاستینگ اهل آمریکا است.